# Iowa Corn Indy 250 2012
Das Iowa Corn Indy 250 2012 fand am 23. Juni auf dem Iowa Speedway in Newton, Iowa, Vereinigte Staaten statt und war das neunte Rennen der IndyCar Series 2012.

## Berichte

### Hintergrund
Nach dem Milwaukee IndyFest führte Will Power in der Fahrerwertung mit 31 Punkten Vorsprung auf James Hinchcliffe und mit 35 Punkten Vorsprung auf Scott Dixon. Bei den Motorenherstellern führte Chevrolet mit 6 Punkten vor Honda und mit 31 Punkten vor Lotus.
Der Heckflügel des Dallara DW12 wurde für dieses Rennen angepasst. Er durfte maximal einen Winkel von 37° aufweisen und keinen Gurney Flap verwenden. Darüber hinaus wurde für die Starts bzw. Restarts eine ergänzende Kamera installiert, die mit dem Zeitmess- und Videosystem synchronisiert wird. Damit wollte die IndyCar Series Fehlentscheidungen zu Vergehen in dieser Phase verhindern.
Der Qualifying-Modus für dieses Rennen wurde geändert. Anstatt des auf Ovalen üblichen Einzelzeitfahrens wurde die Startaufstellung durch sogenannte Heat Races bestimmt. Das Feld wurde basierend auf dem Ergebnis des zweiten Trainings in drei Gruppen geteilt. An die erste Gruppe wurden die geraden Startpositionen ab Platz zehn, an die zweite Gruppe die ungeraden Startpositionen ab Platz neun und an die dritte Gruppe die Plätze eins bis acht vergeben. Die Aufteilung in die Gruppen erfolgte nach denselben Kriterien. Jedes Heat Race ging über 30 Runden.
Mit Dario Franchitti (zweimal), Tony Kanaan und Marco Andretti (je einmal) traten drei ehemalige Sieger zu diesem Rennen an.

### Training
Im ersten Training erzielte Andretti die schnellste Rundenzeit vor Josef Newgarden und Alex Tagliani. Das zweite Training bestimmte die Einteilung in die drei Qualifikationsgruppen. Andretti war erneut der schnellste Pilot. Zweiter wurde Franchitti vor Hélio Castroneves. Für die dritte Gruppe der ersten acht qualifizierten sich je drei Piloten von dem Team Penske und Andretti Autosport sowie zwei Piloten von Chip Ganassi Racing.

### Qualifying

#### 1. Heat Race
Im ersten Heat Race wurden die geraden Startpositionen ab Position zehn vergeben. Graham Rahal erzielte einen Start-Ziel-Sieg vor Newgarden und J. R. Hildebrand. Mit Rahal und E. J. Viso wurden zwei Piloten dieses Heat Races mit einer Strafversetzung um zehn Positionen aufgrund eines vorzeitigen Motorenwechsels belegt.

#### 2. Heat Race
Im zweiten Heat Race wurden die ungeraden Startpositionen ab Position neun vergeben. Zunächst führte Rubens Barrichello das Rennen an. In der sechsten Runde verlor er die Führung an Tagliani. Dieser lag bis zur 20. Runde vorne. In dieser ging Kanaan an die Spitze. Kanaan gewann das Rennen schließlich vor Tagliani und Barrichello. In dieser Gruppe waren Kanaan und Simon Pagenaud von einer Strafversetzung um zehn Positionen aufgrund eines vorzeitigen Motorenwechsels betroffen.

#### 3. Heat Race
Im dritten Heat Race wurde die Pole-Position sowie die ersten acht Startplätze ausgefahren. Andretti führte das Rennen zunächst an. In der achten Runde wagte Franchitti einen Angriff auf der Außenbahn und übernahm die Führung. Auch Castroneves gelang es kurz darauf, an Andretti vorbeizufahren.
Franchitti gewann schließlich vor Castroneves und Andretti und erzielte damit die Pole-Position. Um den vierten Platz lieferten sich Hinchcliffe und Ryan Briscoe in der letzten Runde ein Duell, bei dem Hinchcliffe vorne blieb. Die restlichen Plätze gingen an Power, Ryan Hunter-Reay und Dixon.

### Rennen
Das Iowa Corn Indy 250 war ein Flutlichtrennen. Ursprünglich war der Start für 21 Uhr Ortszeit geplant gewesen. Aufgrund von Regenschauern verzögerte sich der Start allerdings um etwa eine Stunde. Bereits in den Einführungsrunden fiel Pole-Setter Dario Franchitti mit einem Motorschaden aus. Auch Tagliani blieb auf der Strecke stehen, sodass das Rennen mit einer Gelbphase begann. Tagliani nahm das Rennen allerdings mit Rückstand wieder auf.
Castroneves führte das Rennen zunächst vor Hinchcliffe, Hunter-Reay, Briscoe, Andretti und Power an. Hildebrand hatte beim Start eine Berührung mit Hunter-Reay, die für Hildebrand einen Frontflügelwechsel bedeutete. Durch diesen verlor er drei Runden auf den führenden Piloten.
Hinchcliffe übernahm in der 52. Runde die Führung von Castroneves, der sich anschließend gegen Hunter-Reay verteidigte. Justin Wilson hatte in der Zwischenzeit den vierten Platz übernommen. In der 68. Runde kam es zu einer weiteren Gelbphase, als Viso und Power kollidierten. Beide schieden aus. Während der Gelbphase übernahm Castroneves erneut die Führung, die er für viele Runden behielt.
Um die 100. Runde kam es zu einer weiteren Gelbphase und zwei weiteren Ausfällen. Hildebrand hatte einen Unfall in Kurve 1 und Oriol Servià gab schließlich mit elektronischen Problemen auf. In dieser Gelbphase absolvierten Dixon und Briscoe einen weiteren Boxenstopp, bei dem sie nicht viele Plätze verloren, da zu diesem Zeitpunkt nur noch 13 Piloten in der Führungsrunde fuhren. Auch Mike Conway gab wenig mit technischen Problemen auf.
Anschließend gab es eine längere Grünphase, in der Castroneves, Hunter-Reay, Andretti, Hinchcliffe und Kanaan in den Top 5 lagen. Auf dem sechsten Platz lag Pagenaud, der vom letzten Platz gestartet war. Dixon und Briscoe blieben Strategie bedingt länger auf der Strecke. Als Dixon an die Box gegangen war, lag mit Briscoe nur ein einziger Pilot in der Führungsrunde. Allerdings kollidierte er kurz darauf mit Newgarden, wodurch das Rennen für beide beendet war.
Beim Restart lag Dixon, der seinen letzten Stopp kurz vor der Gelbphase absolviert hatte und somit von den Stopps der Konkurrenten profitierte, in Führung. Wenige Runden nach dem Restart drehte sich Hinchcliffe in die Mauer und löste eine weitere Gelbphase aus. Während Dixon nach dem anschließend Restart in Führung liegend von Hunter-Reay und Andretti unter Druck gesetzt wurde, schied Tagliani mit technischen Problemen aus. 13 Runden vor dem Rennende übernahm Hunter-Reay die Führung von Dixon und auch Andretti ging an ihm vorbei. Wenige Runden später verlor Dixon eine weitere Position an Kanaan.
Katherine Legge löste schließlich drei Runden vor dem Ende des Rennens mit einem Dreher eine weitere Gelbphase aus. Unter dieser wurde das Rennen beendet.
Hunter-Reay gewann damit vor Andretti und die beiden Rennfahrer erzielte einen Doppelsieg für Andretti Autosport. Kanaan wurde Dritter vor Dixon. Pagenaud beendete das Rennen auf dem fünften Platz. Die Top 10 komplettierten Castroneves, Barrichello, Ed Carpenter, Rahal und Wilson.
Hunter-Reay holte damit in der Gesamtwertung bis auf drei Punkte auf Power auf und übernahm den zweiten Platz. Dixon behielt den dritten Platz. Innerhalb einer Woche hatte Hunter-Reay mit zwei Siegen 102 Punkte aus zwei Rennen geholt, Power erzielte in diesen zwei Rennen 30 Punkte. Bei den Herstellern blieben die Positionen unverändert.

## Meldeliste
Alle Teams und Fahrer verwendeten das Chassis Dallara DW12 mit einem Aero-Kit von Dallara und Reifen von Firestone.
| Team                                   | Nr. | Fahrer              | Motor     |
| -------------------------------------- | --- | ------------------- | --------- |
| Team Penske                            | 02  | Ryan Briscoe        | Chevrolet |
| Team Penske                            | 03  | Hélio Castroneves   | Chevrolet |
| Team Penske                            | 12  | Will Power          | Chevrolet |
| Panther Racing                         | 04  | J. R. Hildebrand    | Chevrolet |
| KV Racing Technology                   | 05  | E. J. Viso          | Chevrolet |
| KV Racing Technology                   | 08  | Rubens Barrichello  | Chevrolet |
| Dragon Racing                          | 06  | Katherine Legge     | Chevrolet |
| Target Chip Ganassi Racing             | 09  | Scott Dixon         | Honda     |
| Target Chip Ganassi Racing             | 10  | Dario Franchitti    | Honda     |
| KV Racing Technology w/SH              | 11  | Tony Kanaan         | Chevrolet |
| A. J. Foyt Enterprises                 | 14  | Mike Conway         | Honda     |
| Rahal Letterman Lanigan                | 15  | Takuma Satō         | Honda     |
| Dale Coyne Racing                      | 18  | Justin Wilson       | Honda     |
| Dale Coyne Racing                      | 19  | James Jakes         | Honda     |
| Ed Carpenter Racing                    | 20  | Ed Carpenter        | Chevrolet |
| Panther/Dreyer & Reinbold Racing       | 22  | Oriol Servià        | Chevrolet |
| Andretti Autosport                     | 26  | Marco Andretti      | Chevrolet |
| Andretti Autosport                     | 27  | James Hinchcliffe   | Chevrolet |
| Andretti Autosport                     | 28  | Ryan Hunter-Reay    | Chevrolet |
| Service Central Chip Ganassi Racing    | 38  | Graham Rahal        | Honda     |
| Sarah Fisher Hartman Racing            | 67  | Josef Newgarden     | Honda     |
| Schmidt Hamilton Motorsports           | 77  | Simon Pagenaud      | Honda     |
| Lotus-HVM Racing                       | 78  | Simona de Silvestro | Lotus     |
| Novo Nordisk Chip Ganassi Racing       | 83  | Charlie Kimball     | Honda     |
| Bryan Herta Autosport w/Curb-Agajanian | 98  | Alex Tagliani       | Honda     |

Quelle:

## Klassifikation

### Qualifying

#### 1. Heat Race
| Pos. | Fahrer           | Team                                | Fahrzeug          | Runden | Zeit      | Start | Führungsrunden |
| ---- | ---------------- | ----------------------------------- | ----------------- | ------ | --------- | ----- | -------------- |
| 01   | Graham Rahal     | Service Central Chip Ganassi Racing | Dallara-Honda     | 30     | 9:00,6441 | 1     | 30             |
| 02   | Josef Newgarden  | Sarah Fisher Hartman Racing         | Dallara-Honda     | 30     | + 6,2134  | 2     | 0              |
| 03   | J. R. Hildebrand | Panther Racing                      | Dallara-Chevrolet | 30     | + 6,5594  | 4     | 0              |
| 04   | E. J. Viso       | KV Racing Technology                | Dallara-Chevrolet | 30     | + 7,4531  | 3     | 0              |
| 05   | Oriol Servià     | Panther/Dreyer & Reinbold Racing    | Dallara-Chevrolet | 30     | + 8,3586  | 5     | 0              |
| 06   | Mike Conway      | A. J. Foyt Enterprises              | Dallara-Honda     | 30     | + 10,8144 | 6     | 0              |
| 07   | Ed Carpenter     | Ed Carpenter Racing                 | Dallara-Chevrolet | 30     | + 13,4036 | 7     | 0              |
| 08   | Takuma Satō      | Rahal Letterman Lanigan             | Dallara-Honda     | 30     | + 18,5671 | 8     | 0              |

Quellen: 

##### Führungsabschnitte
| Abschnitt | Runden | Fahrer       |
| --------- | ------ | ------------ |
| 1         | 1–30   | Graham Rahal |

Quellen: 

#### 2. Heat Race
| Pos. | Fahrer              | Team                                   | Fahrzeug          | Runden | Zeit      | Start | Führungsrunden |
| ---- | ------------------- | -------------------------------------- | ----------------- | ------ | --------- | ----- | -------------- |
| 01   | Tony Kanaan         | KV Racing Technology w/SH              | Dallara-Chevrolet | 30     | 8:59,4932 | 4     | 11             |
| 02   | Alex Tagliani       | Bryan Herta Autosport w/Curb-Agajanian | Dallara-Honda     | 30     | + 3,1255  | 2     | 14             |
| 03   | Rubens Barrichello  | KV Racing Technology                   | Dallara-Chevrolet | 30     | + 6,0818  | 1     | 05             |
| 04   | Justin Wilson       | Dale Coyne Racing                      | Dallara-Honda     | 30     | + 7,9310  | 3     | 0              |
| 05   | Charlie Kimball     | Novo Nordisk Chip Ganassi Racing       | Dallara-Honda     | 30     | + 10,0818 | 6     | 0              |
| 06   | Katherine Legge     | Dragon Racing                          | Dallara-Chevrolet | 30     | + 13,7490 | 8     | 0              |
| 07   | James Jakes         | Dale Coyne Racing                      | Dallara-Honda     | 30     | + 14,0032 | 5     | 0              |
| 08   | Simona de Silvestro | Lotus-HVM Racing                       | Dallara-Lotus     | 29     | + 1 Runde | 9     | 0              |
| 09   | Simon Pagenaud      | Schmidt Hamilton Motorsports           | Dallara-Honda     | 29     | + 1 Runde | 7     | 0              |

Quellen: 

##### Führungsabschnitte
| Abschnitt | Runden | Fahrer             |
| --------- | ------ | ------------------ |
| 1         | 1–5    | Rubens Barrichello |
| 2         | 6–19   | Alex Tagliani      |
| 3         | 20–30  | Tony Kanaan        |

Quellen: 

#### 3. Heat Race
| Pos. | Fahrer            | Team                       | Fahrzeug          | Runden | Zeit      | Start | Führungsrunden |
| ---- | ----------------- | -------------------------- | ----------------- | ------ | --------- | ----- | -------------- |
| 01   | Dario Franchitti  | Target Chip Ganassi Racing | Dallara-Honda     | 30     | 9:16,9203 | 2     | 23             |
| 02   | Hélio Castroneves | Team Penske                | Dallara-Chevrolet | 30     | + 1,4671  | 3     | 0              |
| 03   | Marco Andretti    | Andretti Autosport         | Dallara-Chevrolet | 30     | + 5,1884  | 1     | 07             |
| 04   | James Hinchcliffe | Andretti Autosport         | Dallara-Chevrolet | 30     | + 5,9813  | 6     | 0              |
| 05   | Ryan Briscoe      | Team Penske                | Dallara-Chevrolet | 30     | + 6,5813  | 5     | 0              |
| 06   | Will Power        | Team Penske                | Dallara-Chevrolet | 30     | + 7,3642  | 4     | 0              |
| 07   | Ryan Hunter-Reay  | Andretti Autosport         | Dallara-Chevrolet | 30     | + 7,8433  | 7     | 0              |
| 08   | Scott Dixon       | Target Chip Ganassi Racing | Dallara-Honda     | 30     | + 9,2963  | 8     | 0              |

Quellen: 

##### Führungsabschnitte
| Abschnitt | Runden | Fahrer           |
| --------- | ------ | ---------------- |
| 1         | 1–7    | Marco Andretti   |
| 2         | 8–30   | Dario Franchitti |

Quellen: 

#### Ergebnis
| Pos. | Fahrer              | Team                                   | Fahrzeug          | Heat-Race-Position | Start |
| ---- | ------------------- | -------------------------------------- | ----------------- | ------------------ | ----- |
| 01   | Dario Franchitti    | Target Chip Ganassi Racing             | Dallara-Honda     | 3. Heat Race, 1.   | 01    |
| 02   | Hélio Castroneves   | Team Penske                            | Dallara-Chevrolet | 3. Heat Race, 2.   | 02    |
| 03   | Marco Andretti      | Andretti Autosport                     | Dallara-Chevrolet | 3. Heat Race, 3.   | 03    |
| 04   | James Hinchcliffe   | Andretti Autosport                     | Dallara-Chevrolet | 3. Heat Race, 4.   | 04    |
| 05   | Ryan Briscoe        | Team Penske                            | Dallara-Chevrolet | 3. Heat Race, 5.   | 05    |
| 06   | Will Power          | Team Penske                            | Dallara-Chevrolet | 3. Heat Race, 6.   | 06    |
| 07   | Ryan Hunter-Reay    | Andretti Autosport                     | Dallara-Chevrolet | 3. Heat Race, 7.   | 07    |
| 08   | Scott Dixon         | Target Chip Ganassi Racing             | Dallara-Honda     | 3. Heat Race, 8.   | 08    |
| 09   | Tony Kanaan         | KV Racing Technology w/SH              | Dallara-Chevrolet | 2. Heat Race, 1.   | 19    |
| 10   | Graham Rahal        | Service Central Chip Ganassi Racing    | Dallara-Honda     | 1. Heat Race, 1.   | 20    |
| 11   | Alex Tagliani       | Bryan Herta Autosport w/Curb-Agajanian | Dallara-Honda     | 2. Heat Race, 2.   | 09    |
| 12   | Josef Newgarden     | Sarah Fisher Hartman Racing            | Dallara-Honda     | 1. Heat Race, 2.   | 10    |
| 13   | Rubens Barrichello  | KV Racing Technology                   | Dallara-Chevrolet | 2. Heat Race, 3.   | 11    |
| 14   | J. R. Hildebrand    | Panther Racing                         | Dallara-Chevrolet | 1. Heat Race, 3.   | 12    |
| 15   | Justin Wilson       | Dale Coyne Racing                      | Dallara-Honda     | 2. Heat Race, 4.   | 13    |
| 16   | E. J. Viso          | KV Racing Technology                   | Dallara-Chevrolet | 1. Heat Race, 4.   | 24    |
| 17   | Charlie Kimball     | Novo Nordisk Chip Ganassi Racing       | Dallara-Honda     | 2. Heat Race, 5.   | 14    |
| 18   | Oriol Servià        | Panther/Dreyer & Reinbold Racing       | Dallara-Chevrolet | 1. Heat Race, 5.   | 15    |
| 19   | Katherine Legge     | Dragon Racing                          | Dallara-Chevrolet | 2. Heat Race, 6.   | 16    |
| 20   | Mike Conway         | A. J. Foyt Enterprises                 | Dallara-Honda     | 1. Heat Race, 6.   | 17    |
| 21   | James Jakes         | Dale Coyne Racing                      | Dallara-Honda     | 2. Heat Race, 7.   | 18    |
| 22   | Ed Carpenter        | Ed Carpenter Racing                    | Dallara-Chevrolet | 1. Heat Race, 7.   | 21    |
| 23   | Simona de Silvestro | Lotus-HVM Racing                       | Dallara-Lotus     | 2. Heat Race, 8.   | 22    |
| 24   | Takuma Satō         | Rahal Letterman Lanigan                | Dallara-Honda     | 1. Heat Race, 8.   | 23    |
| 25   | Simon Pagenaud      | Schmidt Hamilton Motorsports           | Dallara-Honda     | 2. Heat Race, 9.   | 25    |

Anmerkungen
1. ↑  Tony Kanaan wurde aufgrund eines vorzeitigen Motorenwechsels um 10 Positionen nach hinten versetzt.
2. ↑  Graham Rahal wurde aufgrund eines vorzeitigen Motorenwechsels um 10 Positionen nach hinten versetzt.
3. ↑  E. J. Viso wurde aufgrund eines vorzeitigen Motorenwechsels um 10 Positionen nach hinten versetzt.
4. ↑  Simon Pagenaud wurde aufgrund eines vorzeitigen Motorenwechsels um 10 Positionen nach hinten versetzt.

Quellen: 

### Rennen
| Pos. | Fahrer              | Team                                   | Fahrzeug          | Runden | Zeit         | Start | Führungsrunden |
| ---- | ------------------- | -------------------------------------- | ----------------- | ------ | ------------ | ----- | -------------- |
| 01   | Ryan Hunter-Reay    | Andretti Autosport                     | Dallara-Chevrolet | 250    | 1:43:39.3031 | 07    | 015            |
| 02   | Marco Andretti      | Andretti Autosport                     | Dallara-Chevrolet | 250    | + 0,1103     | 03    | 003            |
| 03   | Tony Kanaan         | KV Racing Technology w/SH              | Dallara-Chevrolet | 250    | + 2,7245     | 19    | 000            |
| 04   | Scott Dixon         | Target Chip Ganassi Racing             | Dallara-Honda     | 250    | + 3,0075     | 08    | 076            |
| 05   | Simon Pagenaud      | Schmidt Hamilton Motorsports           | Dallara-Honda     | 250    | + 3,8468     | 25    | 000            |
| 06   | Hélio Castroneves   | Team Penske                            | Dallara-Chevrolet | 250    | + 5,3061     | 02    | 133            |
| 07   | Rubens Barrichello  | KV Racing Technology                   | Dallara-Chevrolet | 250    | + 5,9890     | 11    | 001            |
| 08   | Ed Carpenter        | Ed Carpenter Racing                    | Dallara-Chevrolet | 250    | + 6,9856     | 21    | 000            |
| 09   | Graham Rahal        | Service Central Chip Ganassi Racing    | Dallara-Honda     | 250    | + 7,1607     | 20    | 000            |
| 10   | Justin Wilson       | Dale Coyne Racing                      | Dallara-Honda     | 249    | + 1 Runde    | 13    | 000            |
| 11   | Charlie Kimball     | Novo Nordisk Chip Ganassi Racing       | Dallara-Honda     | 248    | + 2 Runde    | 14    | 000            |
| 12   | Takuma Satō         | Rahal Letterman Lanigan                | Dallara-Honda     | 247    | + 3 Runden   | 23    | 000            |
| 13   | James Jakes         | Dale Coyne Racing                      | Dallara-Honda     | 244    | + 6 Runden   | 18    | 001            |
| 14   | Simona de Silvestro | Lotus-HVM Racing                       | Dallara-Lotus     | 244    | + 6 Runden   | 22    | 000            |
| 15   | Katherine Legge     | Dragon Racing                          | Dallara-Chevrolet | 243    | DNF          | 16    | 000            |
| 16   | Alex Tagliani       | Bryan Herta Autosport w/Curb-Agajanian | Dallara-Honda     | 207    | DNF          | 09    | 000            |
| 17   | James Hinchcliffe   | Andretti Autosport                     | Dallara-Chevrolet | 195    | DNF          | 04    | 019            |
| 18   | Ryan Briscoe        | Team Penske                            | Dallara-Chevrolet | 178    | DNF          | 05    | 002            |
| 19   | Josef Newgarden     | Sarah Fisher Hartman Racing            | Dallara-Honda     | 178    | DNF          | 10    | 000            |
| 20   | Mike Conway         | A. J. Foyt Enterprises                 | Dallara-Honda     | 123    | DNF          | 17    | 000            |
| 21   | Oriol Servià        | Panther/Dreyer & Reinbold Racing       | Dallara-Chevrolet | 098    | DNF          | 15    | 000            |
| 22   | J. R. Hildebrand    | Panther Racing                         | Dallara-Chevrolet | 095    | DNF          | 12    | 000            |
| 23   | Will Power          | Team Penske                            | Dallara-Chevrolet | 067    | DNF          | 06    | 000            |
| 24   | E. J. Viso          | KV Racing Technology                   | Dallara-Chevrolet | 067    | DNF          | 24    | 000            |
| 25   | Dario Franchitti    | Target Chip Ganassi Racing             | Dallara-Honda     | 000    | DNF          | 01    | 000            |

Quellen: 

#### Führungsabschnitte
| Abschnitt | Runden  | Fahrer             |
| --------- | ------- | ------------------ |
| 01        | 1–51    | Hélio Castroneves  |
| 02        | 52–70   | James Hinchcliffe  |
| 03        | 71      | Rubens Barrichello |
| 04        | 72      | James Jakes        |
| 05        | 73–154  | Hélio Castroneves  |
| 06        | 155–156 | Ryan Hunter-Reay   |
| 07        | 157–176 | Scott Dixon        |
| 08        | 177–178 | Ryan Briscoe       |
| 09        | 179–181 | Marco Andretti     |
| 10        | 182–237 | Scott Dixon        |
| 11        | 238–250 | Ryan Hunter-Reay   |

Quellen: 

#### Gelbphasen
| Nr. | Dauer   | Runden | Grund für Gelbphase                                                   |
| --- | ------- | ------ | --------------------------------------------------------------------- |
| 1   | 1–9     | 9      | Stillstand: Dario Franchitti (#10) und Alex Tagliani (#98) in Kurve 3 |
| 2   | 68–83   | 16     | Kontakt: E. J. Viso (#5) und Will Power (#12) in Kurve 2              |
| 3   | 98–110  | 13     | Kontakt: J. R. Hildebrand (#4) in Kurve 1                             |
| 4   | 179–194 | 16     | Kontakt: Ryan Briscoe (#2) und Josef Newgarden (#67) in Kurve 2       |
| 5   | 197–203 | 7      | Kontakt: James Hinchcliffe (#27) in Kurve 4                           |
| 6   | 248–250 | 3      | Kontakt: Katherine Legge (#6) in Kurve 2                              |

Quellen: 

## Punktestände nach dem Rennen

### Fahrerwertung
Die Punktevergabe wird hier erläutert.
| Pos. | Fahrer            | Punkte |
| ---- | ----------------- | ------ |
| 01.  | Will Power        | 286    |
| 02.  | Ryan Hunter-Reay  | 283    |
| 03.  | Scott Dixon       | 271    |
| 04.  | Hélio Castroneves | 261    |
| 05.  | James Hinchcliffe | 256    |
| 06.  | Simon Pagenaud    | 246    |
| 07.  | Tony Kanaan       | 235    |
| 08.  | Dario Franchitti  | 216    |
| 09.  | Ryan Briscoe      | 205    |
| 10.  | Graham Rahal      | 193    |
| 11.  | Justin Wilson     | 188    |

| Pos. | Fahrer             | Punkte |
| ---- | ------------------ | ------ |
| 12.  | Oriol Servià       | 185    |
| 13.  | Marco Andretti     | 173    |
| 14.  | J. R. Hildebrand   | 173    |
| 15.  | Rubens Barrichello | 164    |
| 16.  | Charlie Kimball    | 164    |
| 17.  | E. J. Viso         | 160    |
| 18.  | Takuma Satō        | 154    |
| 19.  | Ed Carpenter       | 151    |
| 20.  | Alex Tagliani      | 142    |
| 21.  | James Jakes        | 138    |
| 22.  | Mike Conway        | 137    |

| Pos. | Fahrer              | Punkte |
| ---- | ------------------- | ------ |
| 23.  | Josef Newgarden     | 126    |
| 24.  | Simona de Silvestro | 111    |
| 25.  | Katherine Legge     | 103    |
| 26.  | Sébastien Bourdais  | 86     |
| 27.  | Ana Beatriz         | 28     |
| 28.  | Townsend Bell       | 26     |
| 29.  | Michel Jourdain jr. | 16     |
| 30.  | Sebastian Saavedra  | 14     |
| 31.  | Bryan Clauson       | 13     |
| 32.  | Wade Cunningham     | 13     |
| 33.  | Jean Alesi          | 13     |

### Herstellerwertung
| Pos. | Hersteller | Punkte |
| ---- | ---------- | ------ |
| 1.   | Chevrolet  | 72     |
| 2.   | Honda      | 63     |
| 3.   | Lotus      | 36     |